# Halgyrineum louisae
Halgyrineum louisae is een slakkensoort uit de familie van de Cymatiidae. De wetenschappelijke naam van de soort werd voor het eerst geldig gepubliceerd in 1974 door Lewis als Gyrineum louisae.